# Alexei Andrejewitsch Pawlenko
Alexei Andrejewitsch Pawlenko (russisch Алексей Андреевич Павленко, wiss. Transliteration Aleksej Andreevič Pavlenko; * 6. März 1995 in St. Petersburg) ist ein ehemaliger russischer Freestyle-Skier. Er startete in den Buckelpisten-Disziplinen Moguls und Dual Moguls.

## Werdegang
Pawlenko belegte bei den Juniorenweltmeisterschaften 2011 in Jyväskylä den 23. Platz im Moguls und den 11. Rang im Dual Moguls. In der Saison 2011/12 holte er Dual Moguls in Prato Leventina seinen einzigen Sieg im Europacup und bei den Juniorenweltmeisterschaften 2012 in Chiesa in Valmalenco die Bronzemedaille im Dual Moguls. Zudem kam er dort auf den 14. Platz im Moguls. In der folgenden Saison nahm er in Ruka erstmals am Freestyle-Skiing-Weltcup teil, wobei er den 35. Platz im Dual Moguls errang und belegte bei den Juniorenweltmeisterschaften 2013 den 22. Platz im Moguls sowie den siebten Rang im Dual Moguls. Bei seiner einzigen Teilnahme an Olympischen Winterspielen im Februar 2014 in Sotschi errang er den 16. Platz im Moguls. Im folgenden Monat wurde er bei den Juniorenweltmeisterschaften in Chiesa in Valmalenco im Dual Moguls sowie im Moguls Sechster. Nach Platz 29 im Dual Moguls in Ruka zu Beginn der Saison 2014/15, kam er im Weltcup viermal unter die ersten Zehn und erreichte mit dem 14. Platz im Moguls-Weltcup sein bestes Gesamtergebnis. Beim Saisonhöhepunkt, den Weltmeisterschaften 2015 am Kreischberg, belegte er den 15. Platz im Moguls und den 12. Rang im Dual Moguls. Bei den folgenden Juniorenweltmeisterschaften in Chiesa in Valmalenco gewann er im Dual Moguls sowie im Moguls die Goldmedaille. In der Saison 2015/16 erreichte er mit Platz sechs im Moguls in Deer Valley seine beste Platzierung im Weltcup und kam zum Saisonende auf den 15. Platz im Moguls-Weltcup. Zudem wurde er russischer Meister im Dual Moguls. Seinen 38. und damit letzten Weltcup absolvierte er im Januar 2019 in Lake Placid, welchen er auf dem 37. Platz im Moguls beendete.

## Erfolge

### Olympische Spiele
- 2014 Sotschi: 16. Platz Moguls

### Weltmeisterschaften
- 2015 Kreischberg: 12. Platz Dual Moguls, 15. Platz Moguls

### Weltcupwertungen
| Saison  | Gesamt | Gesamt | Moguls | Moguls |
| Saison  | Platz  | Punkte | Platz  | Punkte |
| ------- | ------ | ------ | ------ | ------ |
| 2012/13 | 269.   | 1      | 51.    | 15     |
| 2013/14 | 200.   | 3      | 41.    | 35     |
| 2014/15 | 51.    | 19     | 14.    | 168    |
| 2015/16 | 70.    | 19     | 15.    | 152    |

### Europacup
- 1 Sieg

### Juniorenweltmeisterschaften
- Jyväskylä 2011: 11. Platz Dual Moguls, 23. Platz Moguls
- Chiesa in Valmalenco 2012: 3. Platz Dual Moguls, 14. Platz Moguls
- Chiesa in Valmalenco 2013: 7. Platz Dual Moguls, 22. Platz Moguls
- Chiesa in Valmalenco 2014: 6. Platz Dual Moguls, 6. Platz Moguls
- Chiesa in Valmalenco 2015: 1. Platz Dual Moguls, 1. Platz Moguls

### Weitere Erfolge
- 1 russische Meistertitel (2016 Dual Moguls)